# Horodîslavîci, Pustomîtî
Horodîslavîci (în ucraineană Городиславичі) este un sat în comuna Mîkolaiiv din raionul Pustomîtî, regiunea Liov, Ucraina.

## Demografie
Componența lingvistică a localității Horodîslavîci
     Ucraineană (99,77%)
     Alte limbi (0,23%)
Conform recensământului din 2001, majoritatea populației localității Horodîslavîci era vorbitoare de ucraineană (99,77%), existând în minoritate și vorbitori de alte limbi.